# Hanyuan, Xihe
Hanyuan är en köping i nordvästra Kina. Den ligger i Xihe härad i staden Longnan i provinsen Gansu, omkring 260 kilometer sydost om provinshuvudstaden Lanzhou. 